# Soraja
Soraja je italsko-německý životopisný film z roku 2003, který natočil režisér Lodovico Gasparini.
Film vypráví o osmnáctileté Soraji Esfandiari Bachtiari (Anna Valleová), dceři perského prince Chalíla Bachtiariho z perského šlechtického rodu Bachtiariů a perském šáhu Mohammad Rezá Pahlaví (Erol Sander) z královského dvora.

## Obsah
Sorajin otec byl politickým vyhnancem a Soraja vyrostla jako moderní dívka v německém Bonnu. Studovala na německých a švýcarských školách, ovládala čtyři cizí jazyky.

## Tvůrci
- Režie: Lodovico Gasparini
- Scénář: Jacqueline Feather, Umberto Marino, Anna Samueli, David Seidler
- Hudba: Andrea Guerra
- Kamera: Fabio Zamarion
- Střih: Antonio Siciliano